# Aceratos
Aceratos (en llatí Aceratus, en grec Ἀκήρατος γραμματικός), va ser un gramàtic grec autor d'un epigrama sobre Hèctor inclòs a l'Antologia grega. No es coneix res de la seva vida ni de la seva època.